# أبو سمبل
أبو سمبل هو موقع أثري يقع على الضفة الغربية لبحيرة ناصر نحو 290 كم جنوب غرب أسوان. وهو أحد مواقع «آثار النوبة» المدرجة ضمن قائمة اليونسكو لمواقع التراث العالمي. والتي تبدأ من اتجاه جريان النهر من أبو سمبل إلى فيلة (بالقرب من أسوان).
المعابد المزدوجة كانت أصلا منحوتة من الجبال في عهد الملك رمسيس الثاني في القرن الثالث عشر قبل الميلاد، كنصب دائم له وللملكة نفرتاري، للاحتفال بذكرى انتصاره في معركة قادش. ومع ذلك، ففي 1960 تم نقل مجمع المنشآت كليا لمكان آخر، على تلة اصطناعية مصنوعة من هيكل القبة، وفوق خزان السد العالي في أسوان.
وكان من الضروري نقل المعابد لتجنب تعرضها للغرق خلال إنشاء بحيرة ناصر، وتشكّل خزان المياه الاصطناعي الضخم بعد بناء السد العالي في أسوان على نهر النيل. ولا زالت أبو سمبل واحدة من أفضل المناطق لجذب السياحة في مصر .

## التاريخ

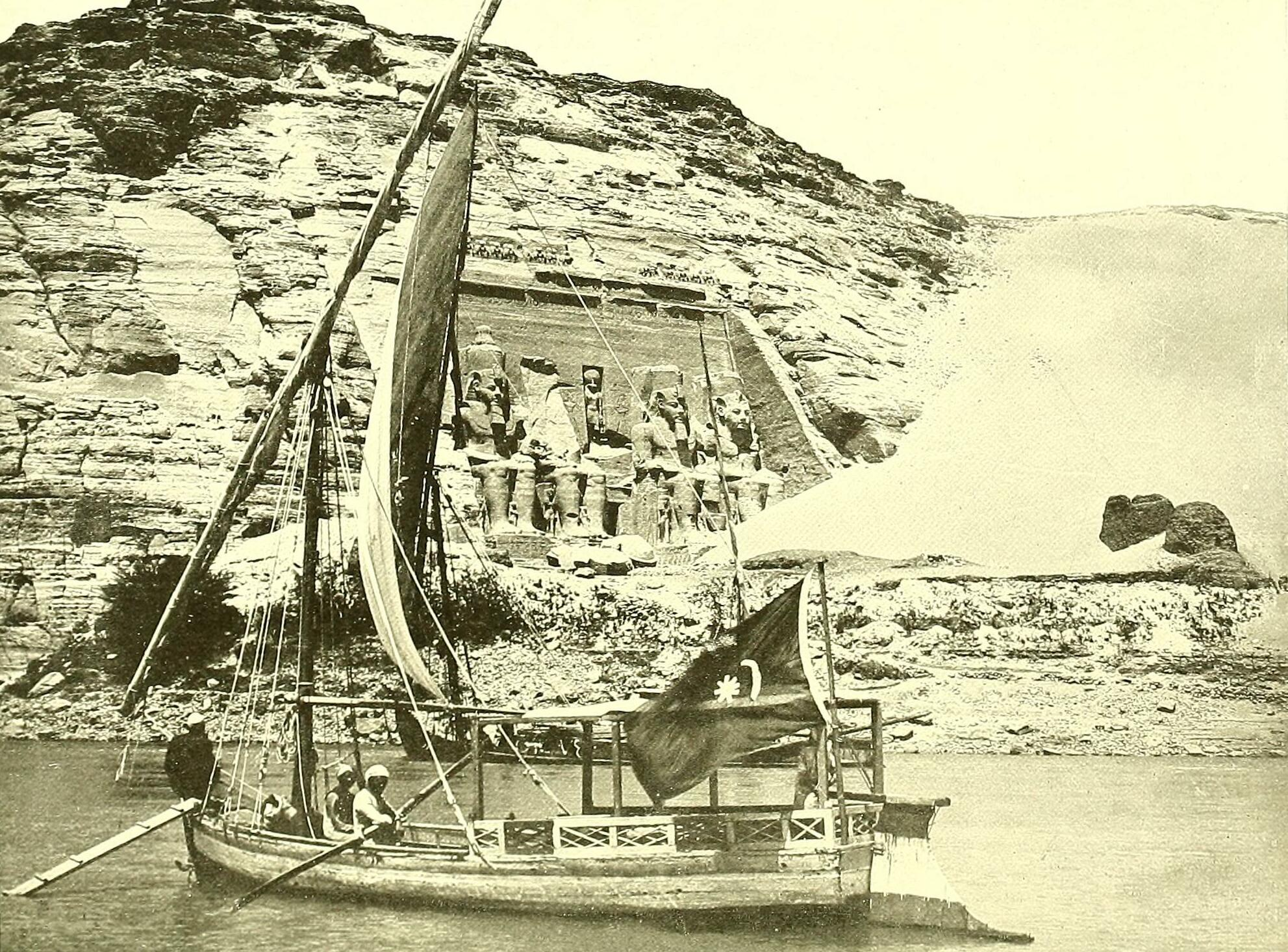
مطلع القرن العشرين

### البناء
خلال فترة حكمه، شرع رمسيس الثاني في برنامج بناء واسع النطاق في جميع أنحاء مصر والنوبة، والتي سيطرت عليها مصر. كانت النوبة مهمة للمصريين لأنها كانت مصدرًا للذهب والعديد من السلع التجارية الثمينة الأخرى. لذلك، بنى رمسيس العديد من المعابد الكبرى هناك من أجل إبهار النوبيين بقوة مصر وتمصيرهم. أشهر المعابد هي المعابد المنحوتة في الصخر بالقرب من قرية أبو سمبل الحديثة، عند شلال النيل الثاني، على الحدود بين النوبة السفلى والنوبة العليا. يوجد معبدان، المعبد الكبير، المخصص لرمسيس الثاني نفسه، والمعبد الصغير المخصص لزوجته الرئيسية الملكة نفرتاري.
بدأ بناء مجمع المعابد في حوالي عام 1264 قبل الميلاد واستمر حوالي 20 عامًا حتى عام 1244 قبل الميلاد. كان يعرف باسم «معبد رمسيس المحبوب من قبل آمون».

### إعادة الاكتشاف
مع مرور الوقت، هُجرت المعابد فبالتالي أصبحت تغطيها الرمال. وفي ذلك الحين خلال القرن 6 قبل الميلاد، كانت الرمال تغطي تماثيل المعبد الرئيسي حتى الركبتين. وكان المعبد منسياً حتى 1813، عندما عثر المستشرق السويسري جي أل بورخاردت على كورنيش المعبد الرئيسي. وتحدث بورخاردت عن هذا الاكتشاف مع نظيره الإيطالي المستكشف جيوفاني بيلزوني ، الذين سافروا معاُ إلى الموقع، لكنهم لم يتمكنوا من حفر مدخل للمعبد. وعاد بيلزوني في 1817، ولكن هذه المرة نجح في محاولته لدخول المجمع. وأخذ كل شيء قيّم يمكن أن يحمله معه. المرشدون السياحيون في الموقع يربطون الاسم بأسطورة «أبو سمبل» وهي أنه كان هناك فتى محليا صغيرا قاد المستكشفين إلى الموقع من جديد في وقت مبكر للمعبد المدفون الذي كان يراه من وقت لآخر في الرمال المتحركة. في نهاية المطاف، أطلقوا اسم أبو سمبل على المعبد تبعاً لاسمه.

### نقل المجمع

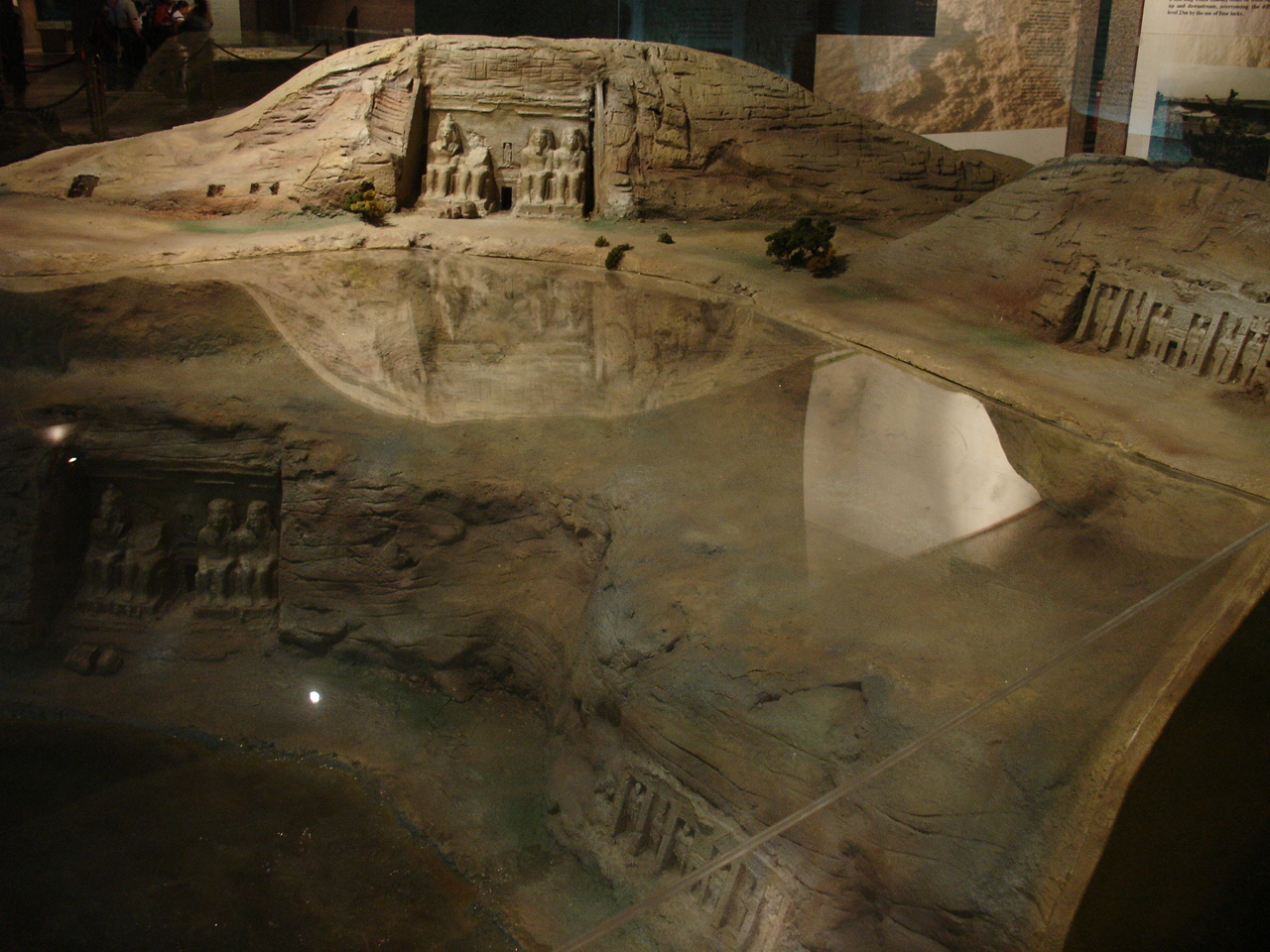
وثمة نموذج يبين الجدول الأصلي، والموقع الحالي للمعبد (بالنسبة لمستوى الماء)

وبدأت حملة تبرعات دولية لإنقاذ النصب من الغرق في عام 1959: فإن الآثار الجنوبية القديمة لهذه الحضارة الإنسانية كانت تحت تهديد ارتفاع مياه نهر النيل، التي كانت على وشك أن تنتج عن عملية بناء السد العالي في أسوان.
وبدأ إنقاذ معابد أبو سمبل في عام 1964، وتكلفت هذه العملية 40 مليون دولار. بين عامي 1964-1968، فقد تقطع الموقع كله إلى كتل كبيرة (تصل إلى 30 طنا وفي المتوسط 20 طنا)، وتم تفكيكها وأعيد تركيبها في موقع جديد على ارتفاع 65م و 200م أعلى من مستوى النهر، وتعتبر للكثير واحدة من أعظم الأعمال في الهندسة الأثرية. وإن بعض الهياكل أنقذت من تحت مياه بحيرة ناصر. اليوم، آلاف من السياح يقوموا بزيارة المعابد يوميا. وإن قوافل من الحافلات والسيارات المصاحبة بالحراسة تخرج مرتين في اليوم من أسوان، وهي أقرب مدينة. ويصل العديد من الزوار بالطائرة في المطار الذي تم بناؤه خصيصا لمجمع المعبد.
المجمع يتكون من اثنين من المعابد. الأكبر مخصص لثلاث آلهة لمصر في ذلك الوقت وهم راع-حاراختي، وبتاح، وآمون، ويبرز في الواجهة أربعة تماثيل كبيرة لرمسيس الثاني. 1867) (مستشار مقرر حضري. تعيين حدود قبيلة أولاد الشليح ، دائرة باتنة ، رقم 1351. اجتماع 23 يناير 1867 الأصغر مخصص للإله حتحور، الذي تمت تجسيده نفرتاري، زوجة رمسيس الأكثر حباً إلى قلبه.

### الهيكل العظيم

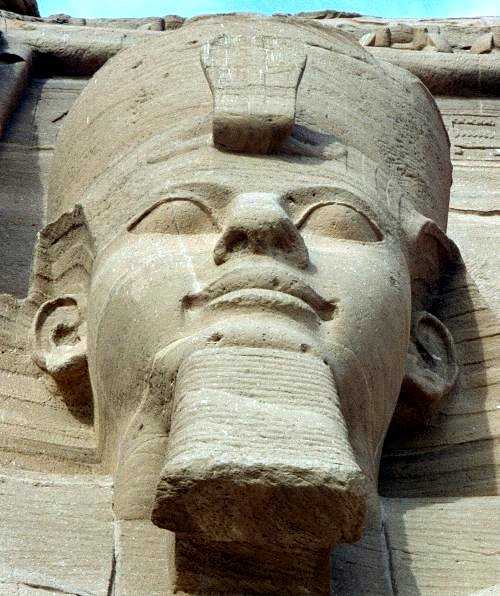
قريبة من واحدة من تماثيل ضخمة للRamesses الثاني، مرتديا التاج المزدوج من مصر العليا والسفلى

استغرق بناء المعبد العظيم في أبو سمبل ما يقرب من عشرين عاما، وقد أنجز في حوالي 24 سنة من حكم رمسيس العظيم (وهو ما يعادل 1265 قبل الميلاد). كان مخصص للإله آمون، راع-حاراختي، بتاح، وكذلك لرمسيس. ويعتبر عموما أروع وأجمل المعابد التي كلفت في عهد رمسيس الثاني، وواحدة من الأجمل في مصر.
أربعة تماثيل ضخمة للفرعون التي يصل طولها إلى 20م مع تاج عاطف المزدوج للوجهين البحري والقبلي لتزيين واجهة المعبد، والذي عرضه 35 مترا، ومكلل بكورنيش فيه 22 قرد الرباح، ويحيط المدخل عبدة الشمس. وكانت التماثيل الضخمة منحوتة مباشرة من الصخور في كان يقع فيها المعبد قبل نقله. جميع التماثيل تمثل رمسيس الثاني جالسا على العرش ومرتديا التاج المزدوج للوجهين البحري والقبلي لمصر. التمثال الذي يقع على يسار المدخل تضرر في زلزال، ولم يتبق سليماً إلا الجزء السفلي من التمثال. ويمكن أن يرى الرأس والجذع تحت قدمي التمثال.
بجوار الساقين للتمثال الضخم، هناك تماثيل أخرى لا تزيد في الارتفاع عن الركبتين من الفرعون. وهذا يصور نفرتاري الزوجة الرئيسية لرمسيس، والملكة الأم موتاي، وله ابنان أمون هر خبشف، رمسيس، وله ست بنات بنتاناث، باكتموت، نفرتاري، مريتامن، نيبتاوي، وإست نوفرت.
والمدخل نفسه متوج بنقش ضئيل البروز، يمثل صورتين للملك وهو يعبد الصقر ذو الرأس راع حاراختي التي يقف تمثالها في مشكاة كبيرة. وهذا الإله يمسك في يده اليمنى عقد الهيروغليفية فن الكتابة المصرية الفرعونية المستخدم والريشة في حين يمسك في يده اليسرى معات إلهة الحقيقة والعدالة، وهذا لا يقل عن نبتة من اللازهرية نبتة للعملاق رمسيس الثاني واسم العرش المستخدم ماعت - ري. وعلى رأس واجهة المبنى متوج بصف من 22 قرد الرباح وأذرعتهم مرفوعة في الهواء، ويفترض أنهم يعبدون الشمس المشرقة. وملامح بارزة أخرى لواجهة المبنى هو لوحة يسجل فيها زواج رمسيس من ابنة الملك هاتسيلي الثالث، والتي أدت إلى السلام بين مصر وهيتيتس.

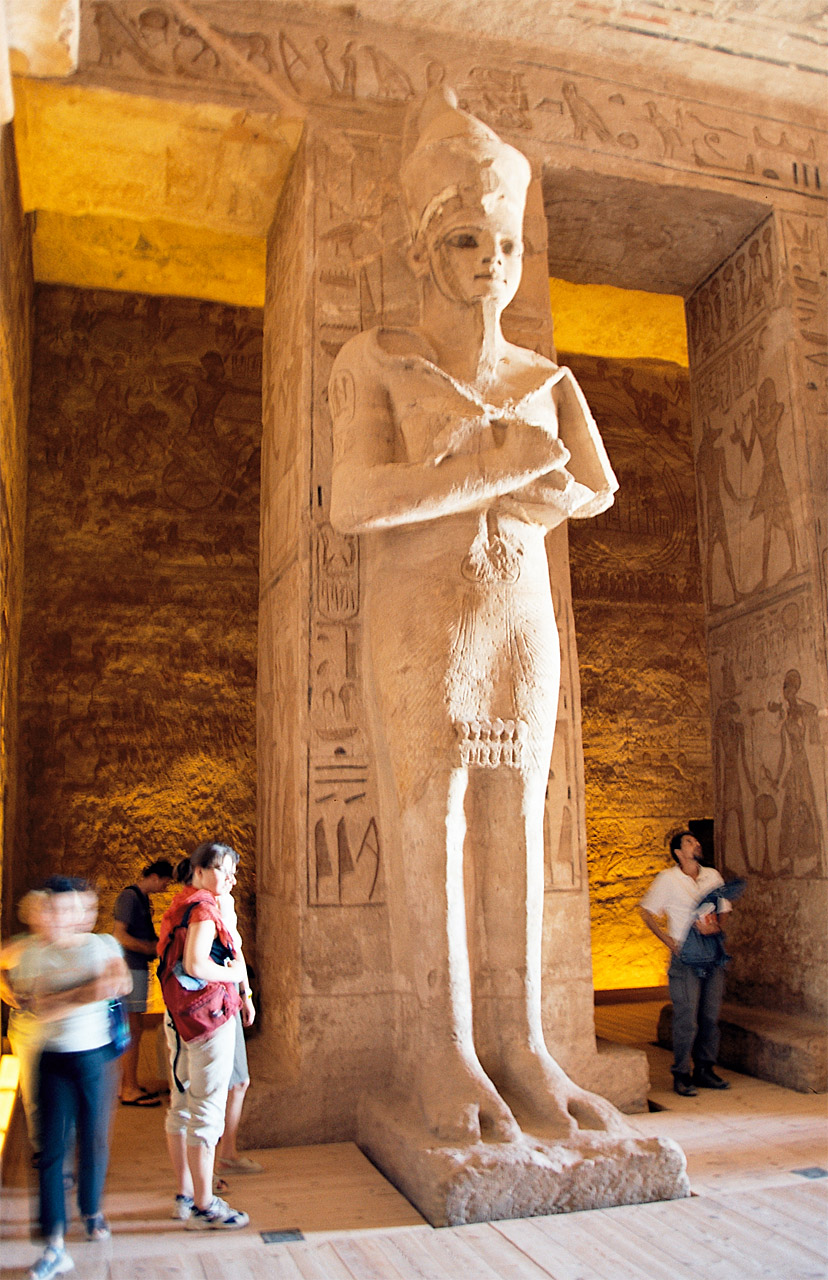
واحد من ثمانية أعمدة في القاعة الرئيسية للمعبد، كما تبين Ramesses الثاني أوزيريس

الجزء الداخلي من المعبد له نفس التصميم الثلاثي الذي تتبعه معظم المعابد المصرية القديمة، مع انخفاض في حجم الغرف من مدخل المعبد. المعبد عبارة عن هيكل معقد جدا وغير عادي نظرا للعديد من الحجرات الجانبية. فإن قاعة الهيبوستايل (ويطلق عليها أحيانا بروناوس) فهي عبارة عن 18 متر طول وعرضه 16,7 مترا ويدعمه ثمانية أعمدة ضخمة أوسيريد يصور رمسيس المتحدي يرتبط بالإله أوزيريس، إله الجحيم، ويشير إلى الطبيعة الأبدية للفرعون. التماثيل الضخمة على طول الجدار في الجهة اليسرى، وتحمل التاج الأبيض للوجه القبلي، بينما الذين على الجانب المقابل يرتدوا التاج المزدوج للوجهين البحري والقبلي(pschent). وعلى الجزء السفلى من جدران بروناوس تبرز صور لمشاهد من المعارك التي شنها الحاكم في حملات عسكرية. التمثال هو لمعركة قادش على نهر العاصي التي تسمى في هذا اليوم سوريا، التي حارب فيها ملك مصر ضد الملك حيثيون. والنقش الأكثر شهرة يظهر الملك على عربة السهام يطلق السهام ضد الهاربين من الأعداء الذين يؤخذوا كأسرى. ومشاهد أخرى تظهر انتصارات مصرية في ليبيا والنوبة.
من قاعة الهيبوستايل ندخل على القاعة الثانية الركائز التي لديها أربعة أركان مزينة بمشاهد جميلة لعروض للآلهة. وهناك صور لرمسيس ونفرتاري مع القوارب المقدسة لأمون ورع-حاراختي. تعطي هذه القاعة للوصول إلى ردهة مستعرض في الوسط ومنه يكون المدخل للمعبد. وهنا على حائط أسود، يوجد قطع لمنحوتات صخرية لأربعة تماثيل جالسة: رع-حوراختي، رمسيس الملك المؤله، والآلهة أمون رع وبتاه رع حورخارتي، أمون رع، وبتاه كانوا الآلهة الرئيسية في تلك الفترة، ومراكز الطائفة في مصر الجديدة، وطيبة، وممفيس على التوالي.
ومحور المعبد وضع في مكانه من قبل المهندس المصري القديم بطريقة خاصة بحيث يتكرر مرتين في السنة يوم 22 أكتوبر و21 فبراير، أن تخترق أشعة الشمس المعبد ويلقى الضوء على التمثال فيظهر على الجدار الخلفي، باستثناء تمثال بتاه، فإن الإله كان مرتبط بالجحيم، والذي ظل دائما في الظلام. ويقال أن هذه التواريخ هي مناسبة عيد ميلاد الملك وعلى التوالي يوم تتويجه، ولكن لا يوجد دليل يدعم هذا، وإن كان من المنطقي تماما أن نفترض أن بعض هذه المواعيد لها علاقة لحدث كبير، مثل الاحتفال اليوبيل الذكرى الثلاثين لحكم الفرعون. في الواقع، وفقا للحسابات التي أجريت على أساس الارتفاع الشمسي لنجم سيريوس (Sothis) والنقوش التي عثر عليها علماء الآثار، فإن التاريخ كان يجب أن يكون 22 أكتوبر. هذه الصورة للملك تم تعزيزها وتنشيطها بالطاقة الشمسية للنجم، والمؤله رمسيس العظيم يمكن أن يأخذ مقامه بجوار أمون رع ورع -هوراختي.
بسبب نقل المعبد، فإنه يعتقد على نطاق واسع أن هذا الحدث يحدث الآن يوم واحد متأخر مما كان عليه في الأصل.

### المعبد الصغير
معبد حتحور ونفرتاري، والمعروف أيضا باسم المعبد الصغير، وقد بني على بعد حوالي مائة متر إلى الشمال الشرقي من معبد رمسيس الثاني وكانت قد خصصت للإلهة حتحور، ورمسيس الثاني، وزوجته نفرتاري. وفي الواقع هذه هي في المرة الثانية في التاريخ المصري القديم التي يكرس فيها معبد للملكة. والمرة الأولى كانت عندما خصص أخناتون معبد لزوجته الملكة العظيمة نفرتيتي. وقطع الصخر التي في الواجهة مزينة بمجموعتين من العمالقة، وتفصل بالبوابة الكبيرة. فان ارتفاع التماثيل أكثر بقليل من عشرة أمتار للملك والملكة. على الجانب الآخر من البوابة هما تماثيل للملك، مرتديا التاج الأبيض لصعيد مصر (ضخم للجنوب) والتاج المزدوج (ضخم للشمال)؛ هذه التماثيل يحيط بها تماثيل الملكة والملك. ما يثير الدهشة حقا هو أنه للمرة الأولى في الفن المصري، ويكون تمثال الملك والملكة يكونوا متساوين في الحجم.
وبالتقليدي تكون تماثيل الملكات واقفة بجانب الفرعون، ولكن لم تكن أطول من قامة ركبتيه. ويشهد هذا الاستثناء لقاعدة منذ وقت طويل، على الأهمية الخاصة التي توليها لنفرتاري من قبل رمسيس الذي ذهب إلى أبو سمبل مع زوجته المحبوبة في السنة 24 من حكمه. كما يوجد في المعبد الكبير للملك تماثيل صغيرة لأمراء وأميرات إلى جانب والديهم. في هذه الحالة هي في وضع متوازن: على الجانب الجنوبي (في اليسار عندما تكون في وجه البوابة)، من اليسار إلى اليمين، والأمراء ميري أتوم ومرير، والأميرات ميرت آمون وهنتاوي، والأمراء راحيرونمف، وآمون هر خبشف، في حين أنهم موجودين في الجانب الشمالي لكن بترتيب عكسي. تصميم المعبد الصغير هو نسخة مبسطة للمعبد الكبير.

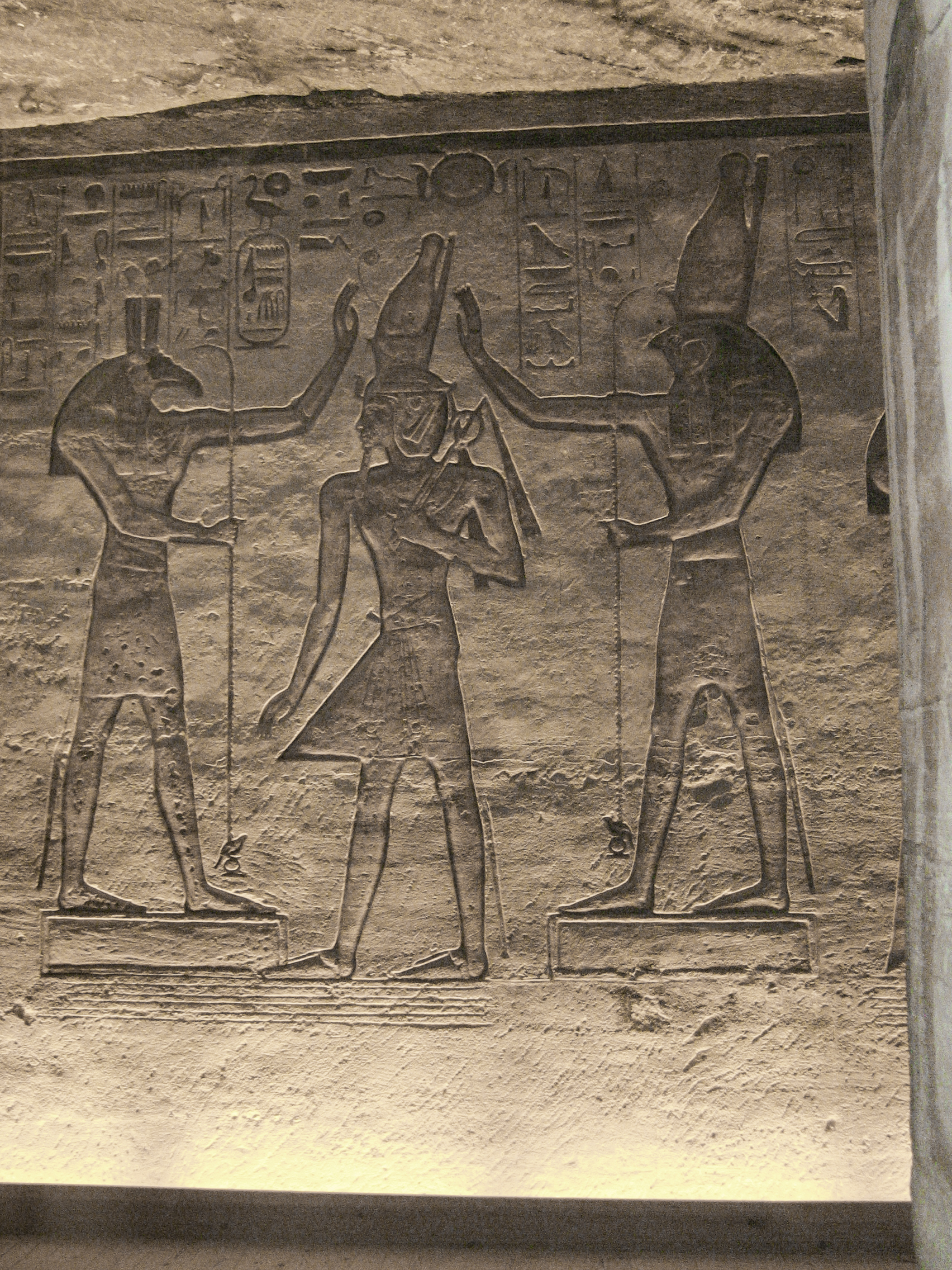
مجموعة الآلهة (إلى اليسار) وحورس (الحق) في العشق Ramesses صغيرة في معبد أبو سمبل

كما أن المعبد الكبير مخصص للملك، فقاعة الهيبوستايل أو البروناوس محمول على ستة أعمدة؛ في هذه الحالة، فإنها ليست أعمدة أوسيريد التي تظهر الملك، وإنما هي مزينة بمشاهد للملكة تلعب بسينسترم (أداة مقدسة للألهة هاذور)، جنبا إلى جنب مع آلهة حورس، خنوم، خونسو، وثوث، والإلهة هاذور، إيزيس، ماعت، موت من آشر، ساتيس، وتاورت؛ في مشهد واحد لرمسيس وهو يقدم الزهور أو حرق البخور. وأن الأعمدة الرئيسية تحمل وجه الإلهة هاذور؛ وهذا النوع من العمود يعرف باسم هاذورك. وفي قاعة الركائز بروز توضح تأليه الملك، وتدمير أعدائه في الشمال والجنوب (في هذه المشاهد الملك ترافقه زوجته)، وتقديم الملكة عروض لإلهة هاذور وموت. وقاعة الهيبوستايل يليها ردهة تمنح الوصول من خلال ثلاثة أبواب كبيرة. على الجدران الجنوب والشمال في هذه الغرفة يوجد اثنين من البروز الشعرية - للملك والوفد المرافق له بتقديم البردي والنباتات لهاذور الذي يوصف بأنه بقرة على متن سفينة تبحر في حزمة من أوراق البردي. على الحائط الغربي، رمسيس الثاني ونفرتاري يقدموا عروض للإله حورس والإلهيات كاتراكتس - ساتيس، أنوبيس، وخنوم.
قطع الصخور المعبد، والغرفتان المتجاورتين متصلين لردهة المستعرض ومصطف مع محور المعبد. وتبرز البروز السفلية على الجدران الجانبية الصغيرة، مشاهد تقديم المستندات للألهة المختلفة سواء مقدمة من قبل الفرعون أو الملكة. وعلى الجدار الخلفي، والتي تقع إلى الغرب على طول محور من المعبد، ثمة مشكاة لهاذور كبقرة مقدسة، ويبدو أنها تخرج من الجبل: الإلهة موصوفة بأنها عشيقة المعبد المكرس لها وللملكة نفرتاري، التي ترتبط ارتباطا وثيقا بالإلهة.
و لكل معبد كاهن مخصوص يمثل الملك في الاحتفالات الدينية اليومية. من الناحية النظرية، ينبغي أن يكون فرعون هو الكاهن الوحيد لأداء الطقوس الدينية اليومية في مختلف المعابد في مختلف أنحاء مصر. في واقع الأمر، فإن الكاهن الأكبر هو الذي لعب هذا الدور. للوصول إلى هذا الموقف، فإنه كان من الضروري للوصول إلى هذا المركز، التوسع في تعليم الفن والعلم، مثلما كان فرعون. القراءة، الكتابة، والهندسة، والحساب، والهندسة، والفلك، ومقاييس الفضاء، قياس الوقت، فكل هذا جزء من عملية التعلم. على سبيل المثال، فكهنة هليوبوليس أصبحوا الأوصياء للمعرفة المقدسة واكتسبوا سمعة الحكماء.

## في الثقافة الشعبية
- المعبد هو المقر الميداني الروائي MI6 في 1977 دور جيمس بوند في فيلم الجاسوس الذي أحبني، والتي تحتوي على ميم مكتب، قاعة المؤتمرات، وفاء المختبر.
- المعبد هو وضع عام 1978 في فيلم أجاثا كريستي / الموت على النيل، حيث التماثيل «الغناء» بسبب الرياح في الشقوق (على غرار الرياح تهب فوق زجاجة).
- المعبد هي واردة في 8 بت لعبة كمبيوتر تدنيس أبو سمبل صدر في عام 1985 من قبل Dinamic المواضيع.
- المعبد مبين في 2001 عودة المومياء، كوسيلة إلى واحة أهم - شير.
- المعبد هو باعتبارها مرحلة في جهاز الكمبيوتر لأول شخص مطلق النار بوويرسلاف .
- فريق الأمريكية بطريق الخطأ يفجر المعبد عندما يغيب الإرهابيين الفارين في فريق أمريكا : شرطي العالم (2004).
- المعبد أيضا يظهر سماته في ماثيو رايلي الأحجار الستة المقدسة.
- المعبد ويمكن رؤية لفترة قصيرة في خلفية المدينة ذو قشرة الكوكب من عند الملكة Amidala صول أول سفينة في حرب النجوم الحلقة الأولى : الوهمية الخطر.
- فيرواية سلمان رشدي رواية آيات شيطانية، ونبيل إسباني من Jahilia (مكة المكرمة)، باسم كريم أبو سمبل
- فيالرواية الثانية لأن مايكلز المدفن الشتوي نقل أبو سمبل واحدا من المواضيع الرئيسية

## معرض صور

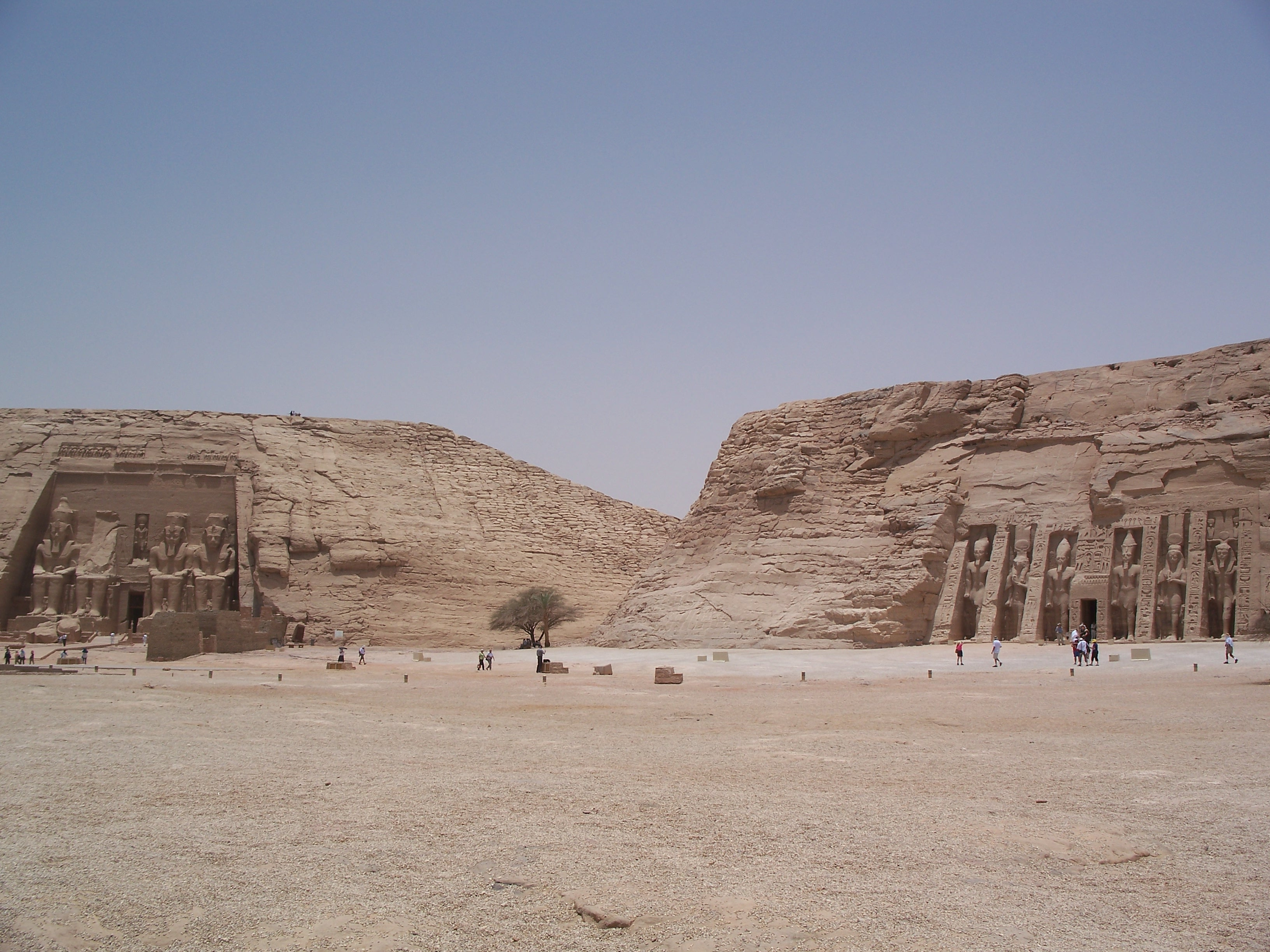
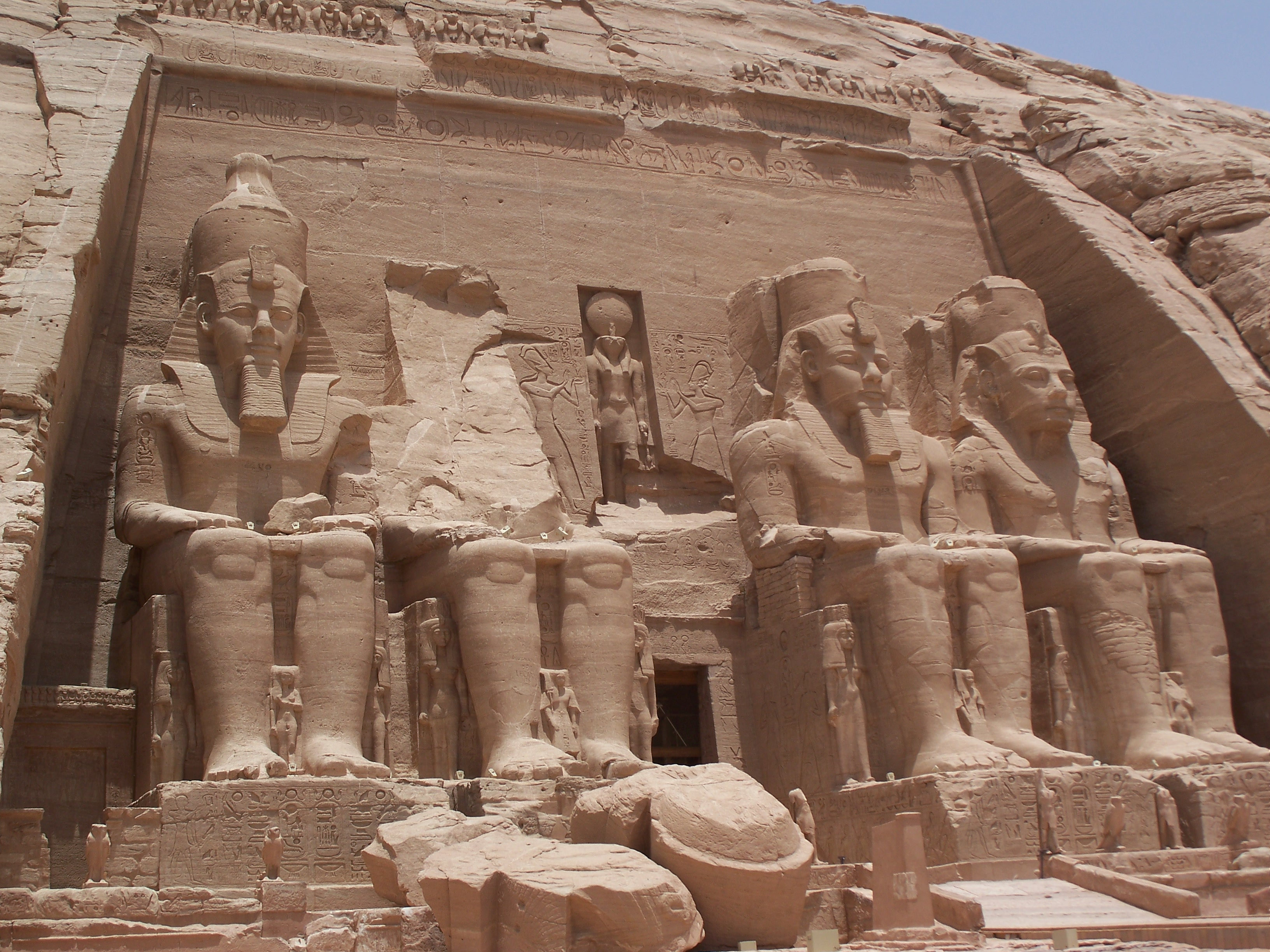
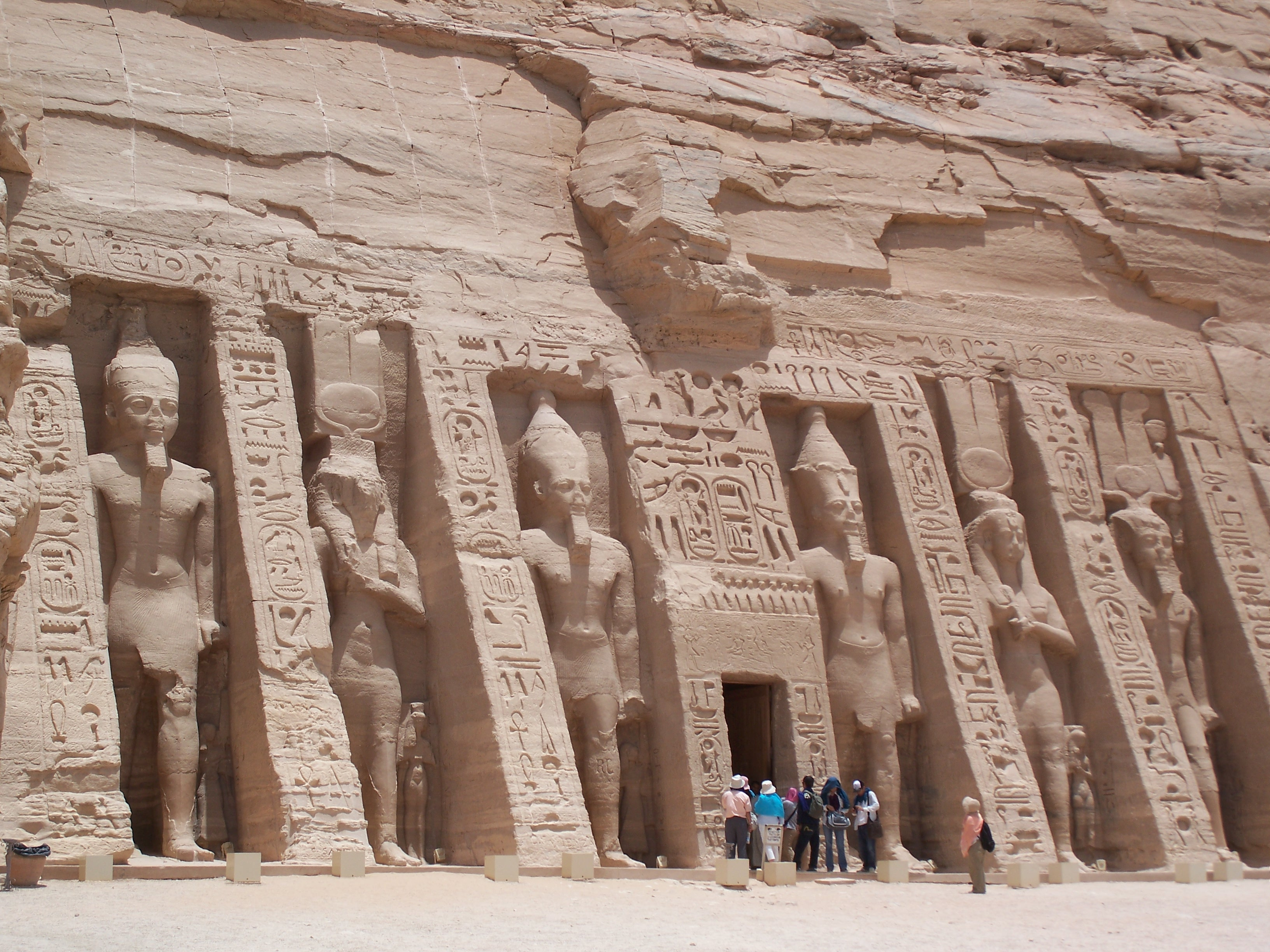
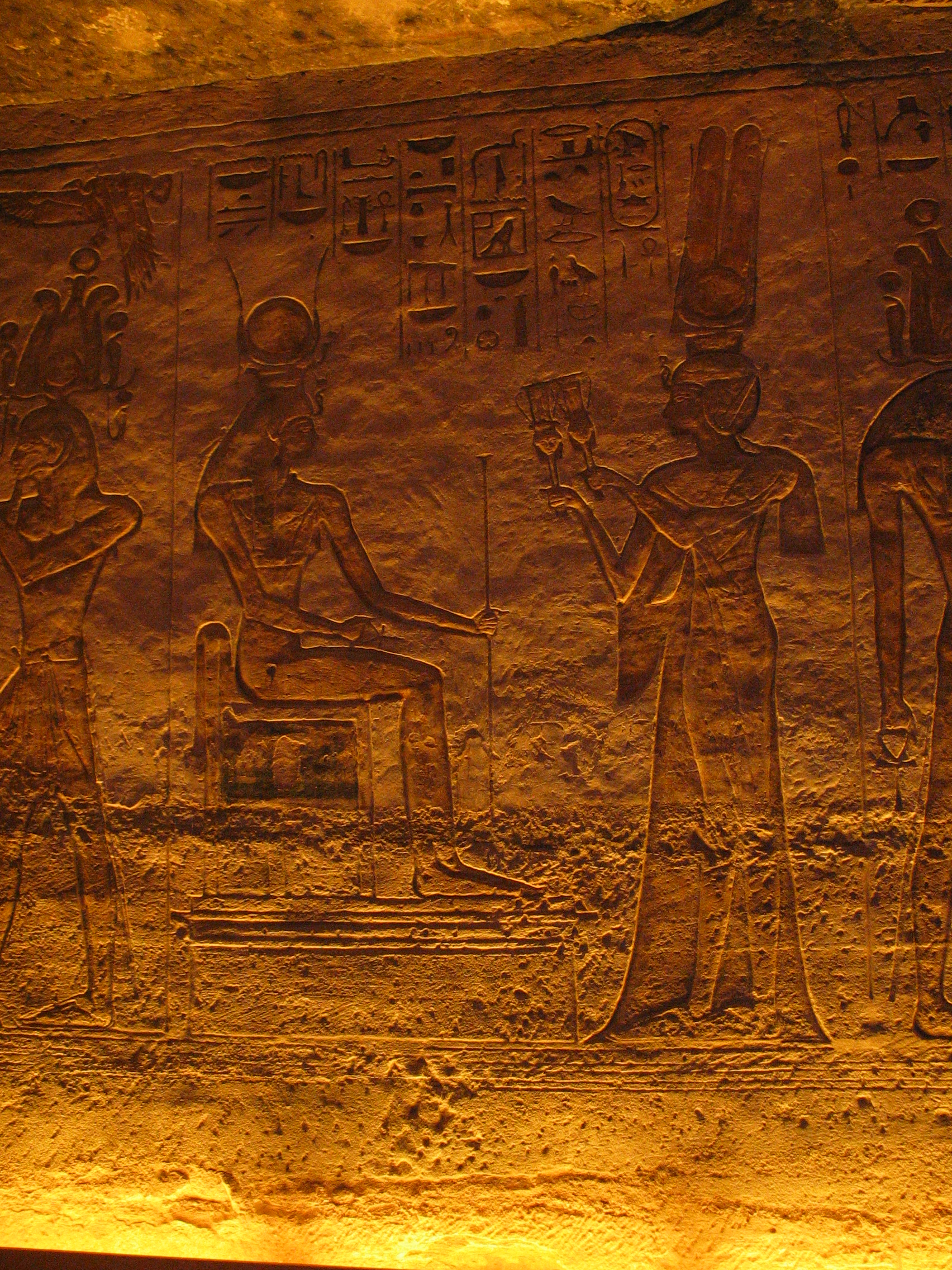
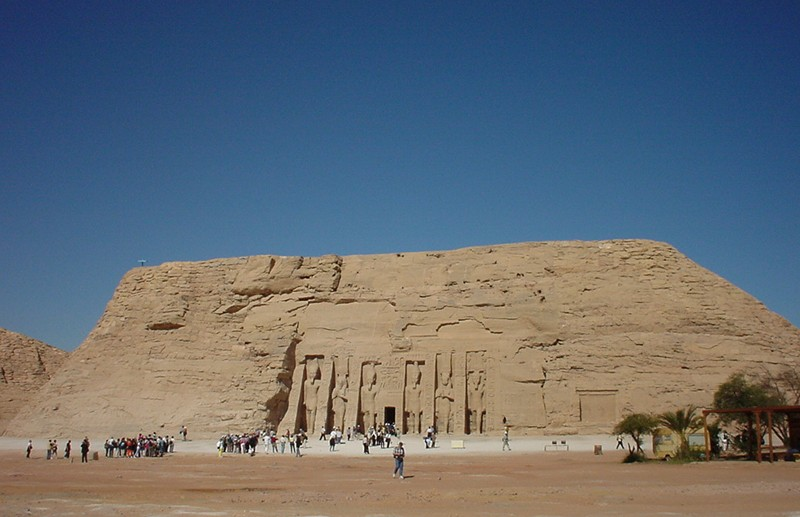
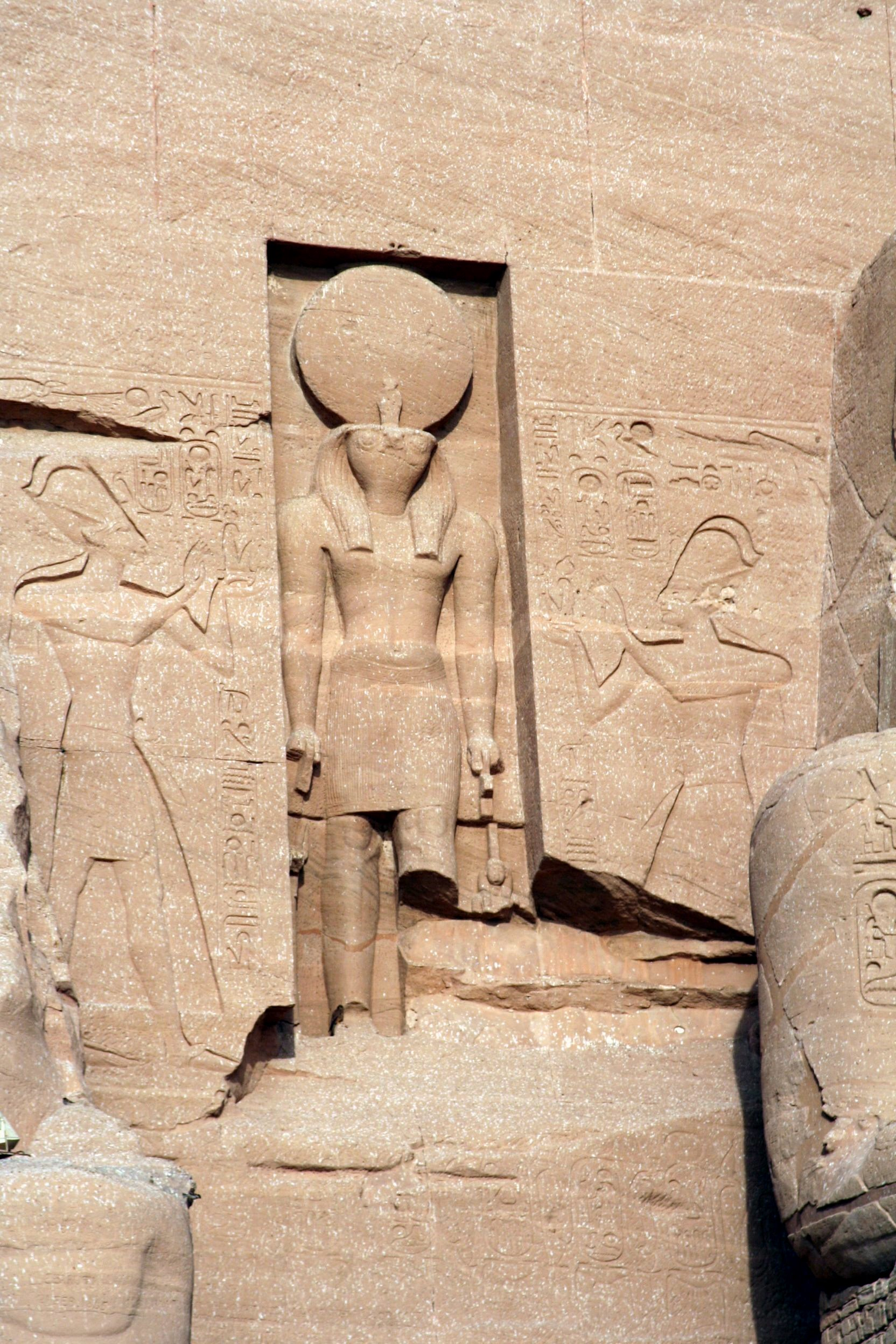
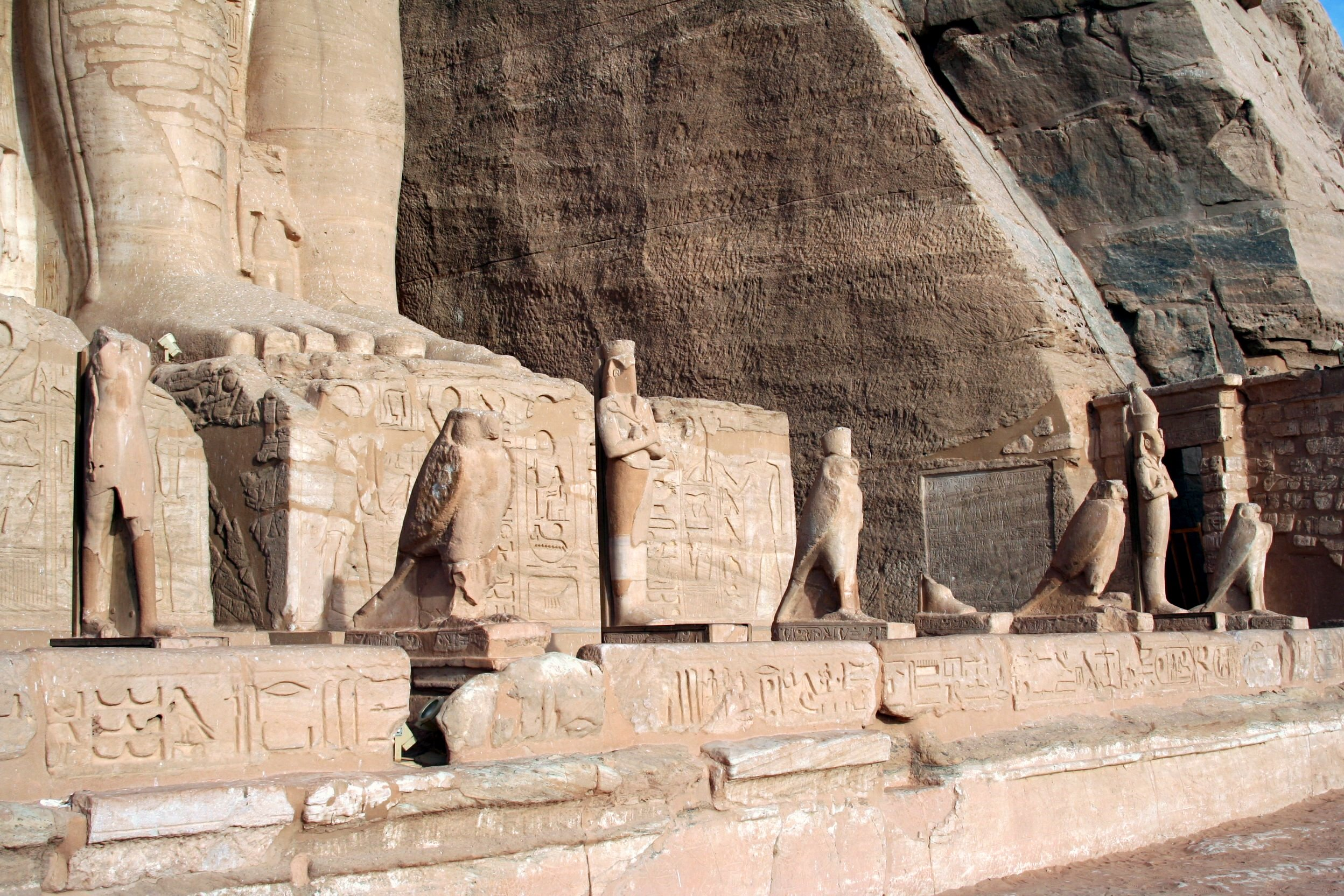
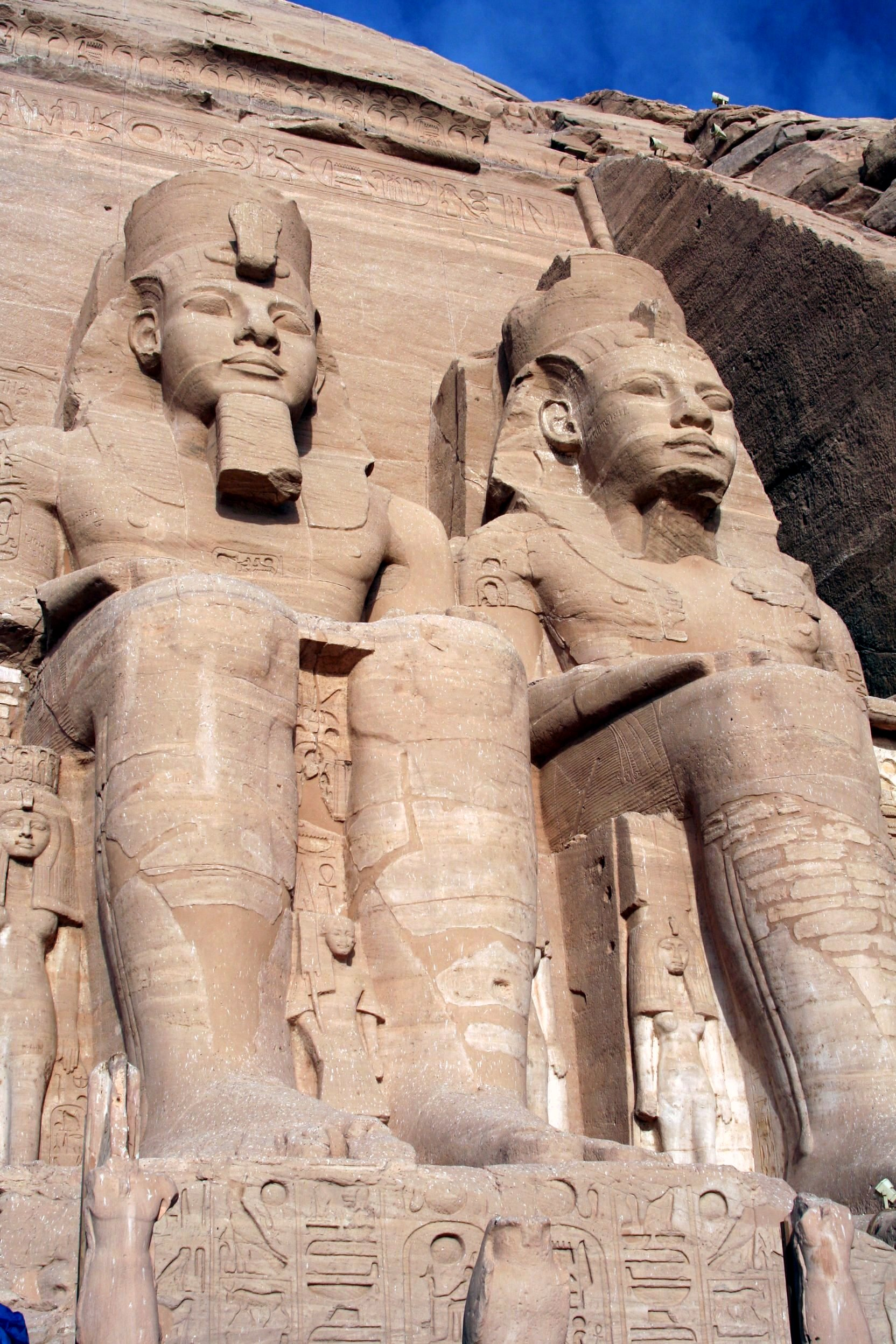
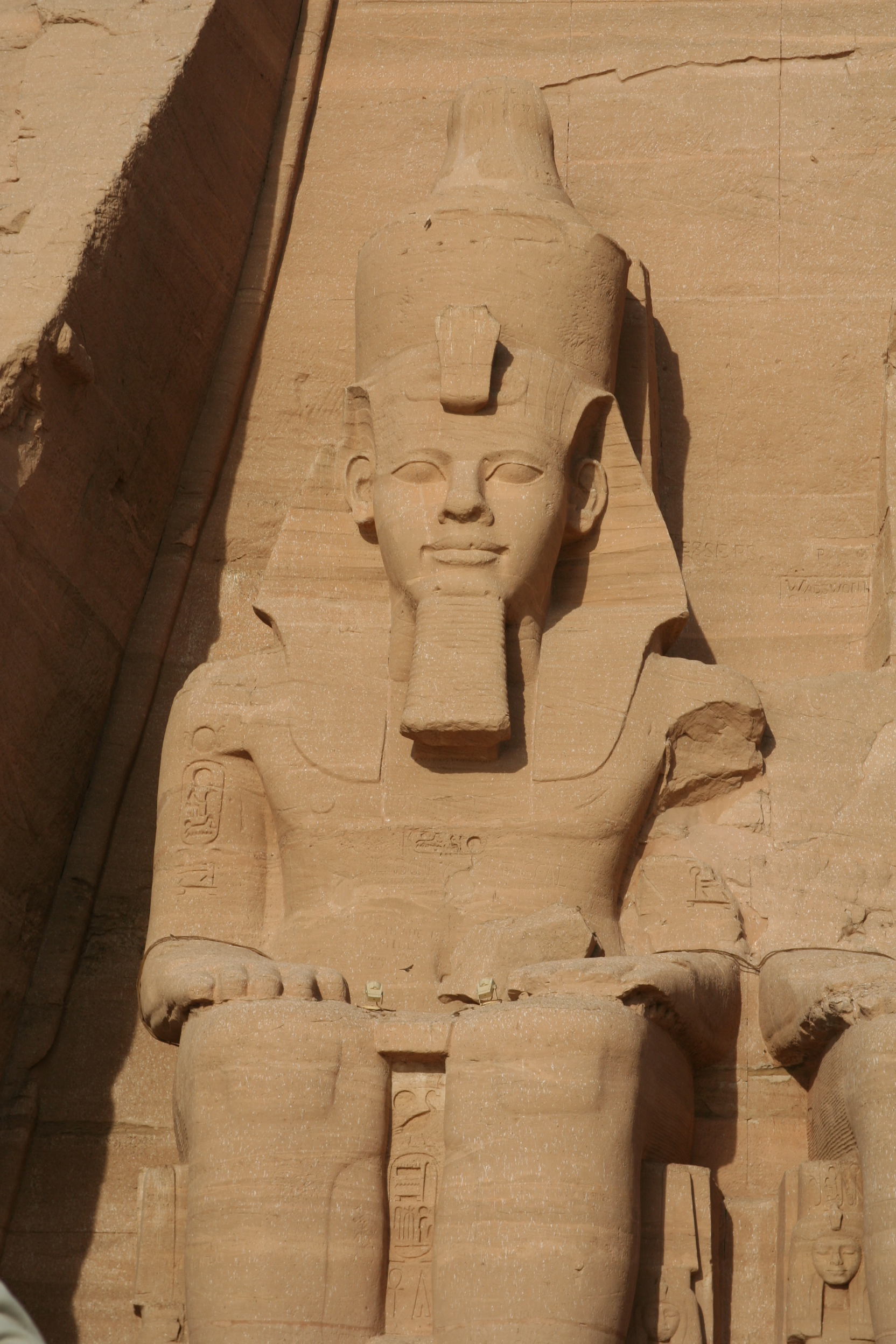
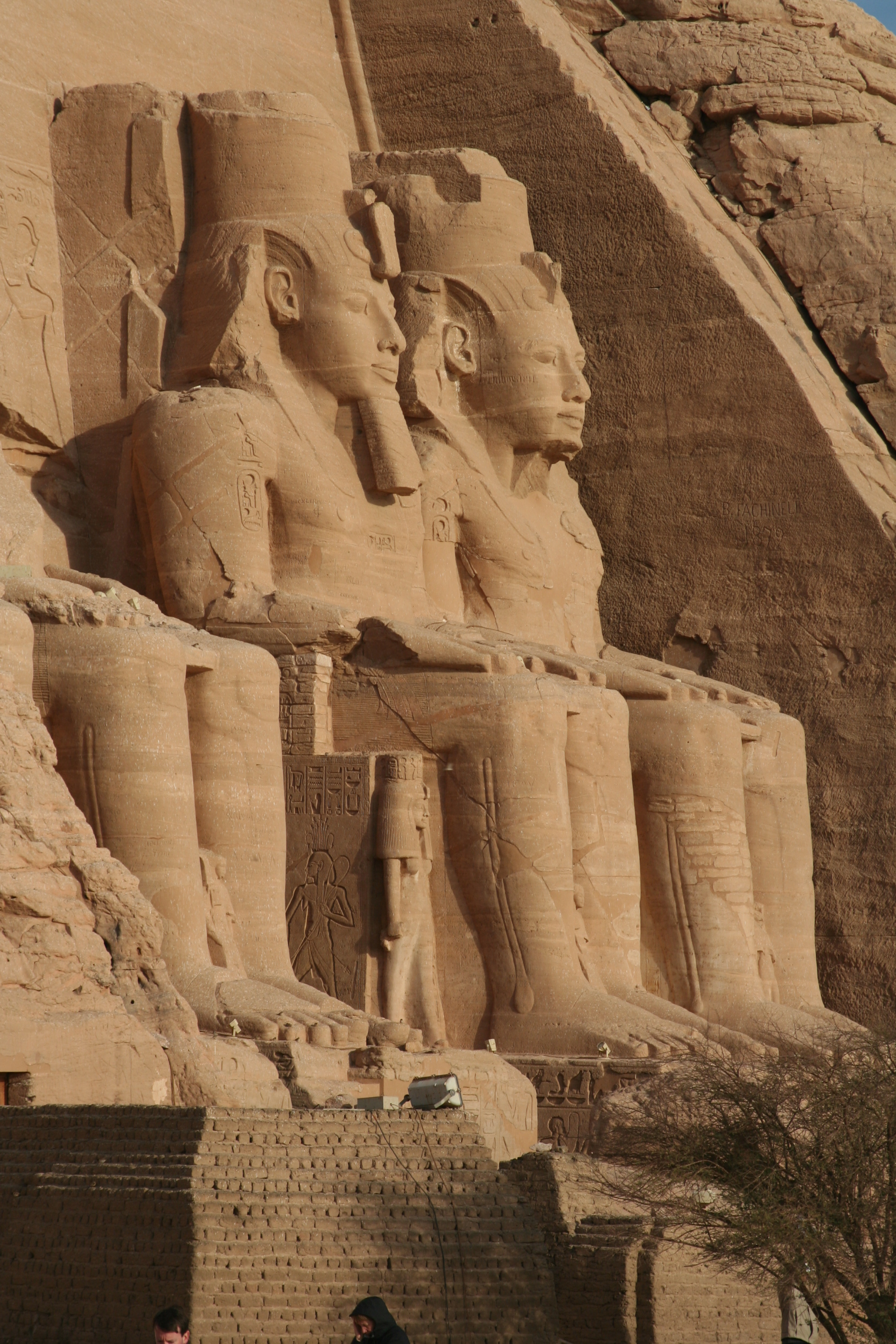
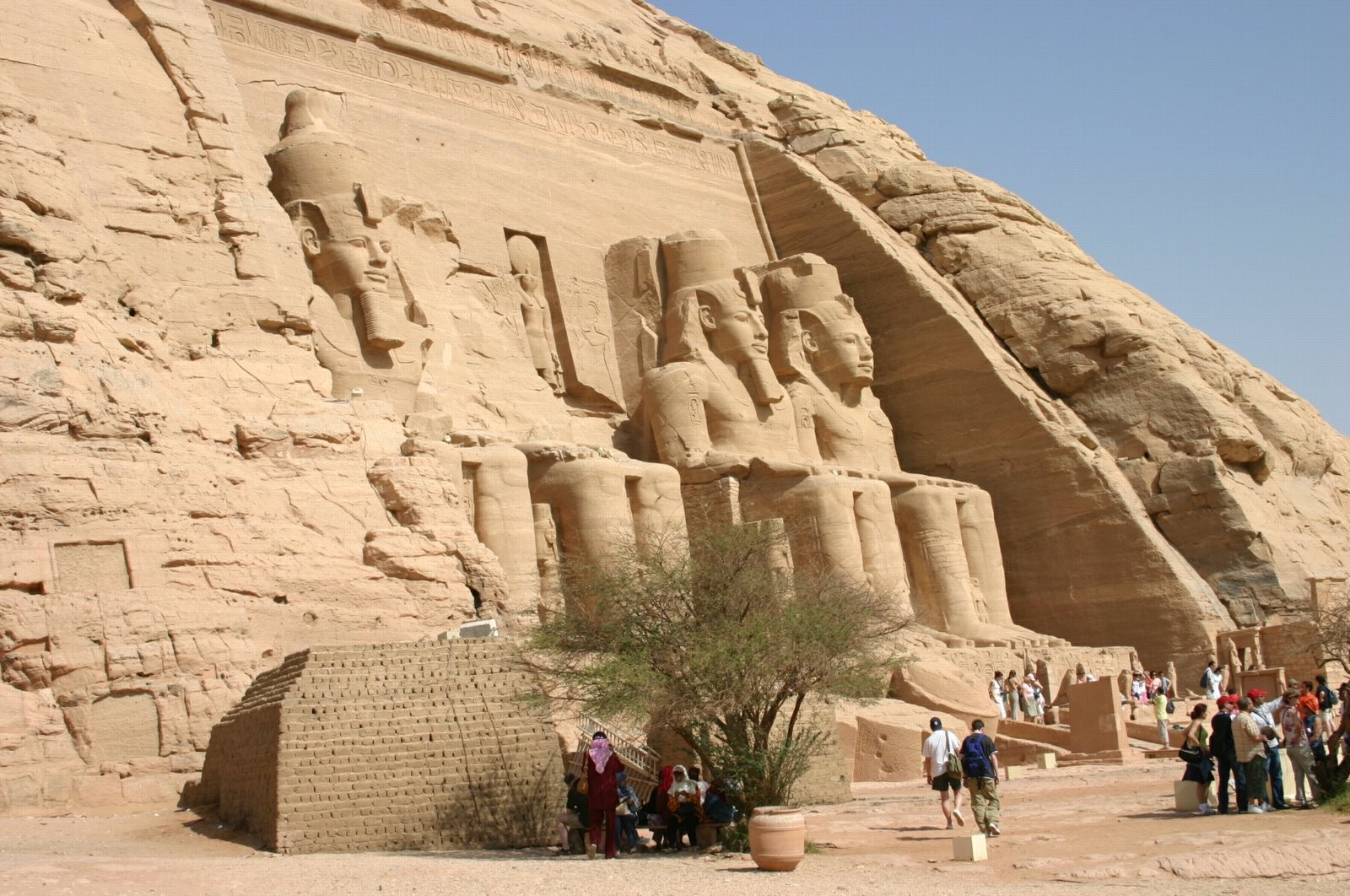
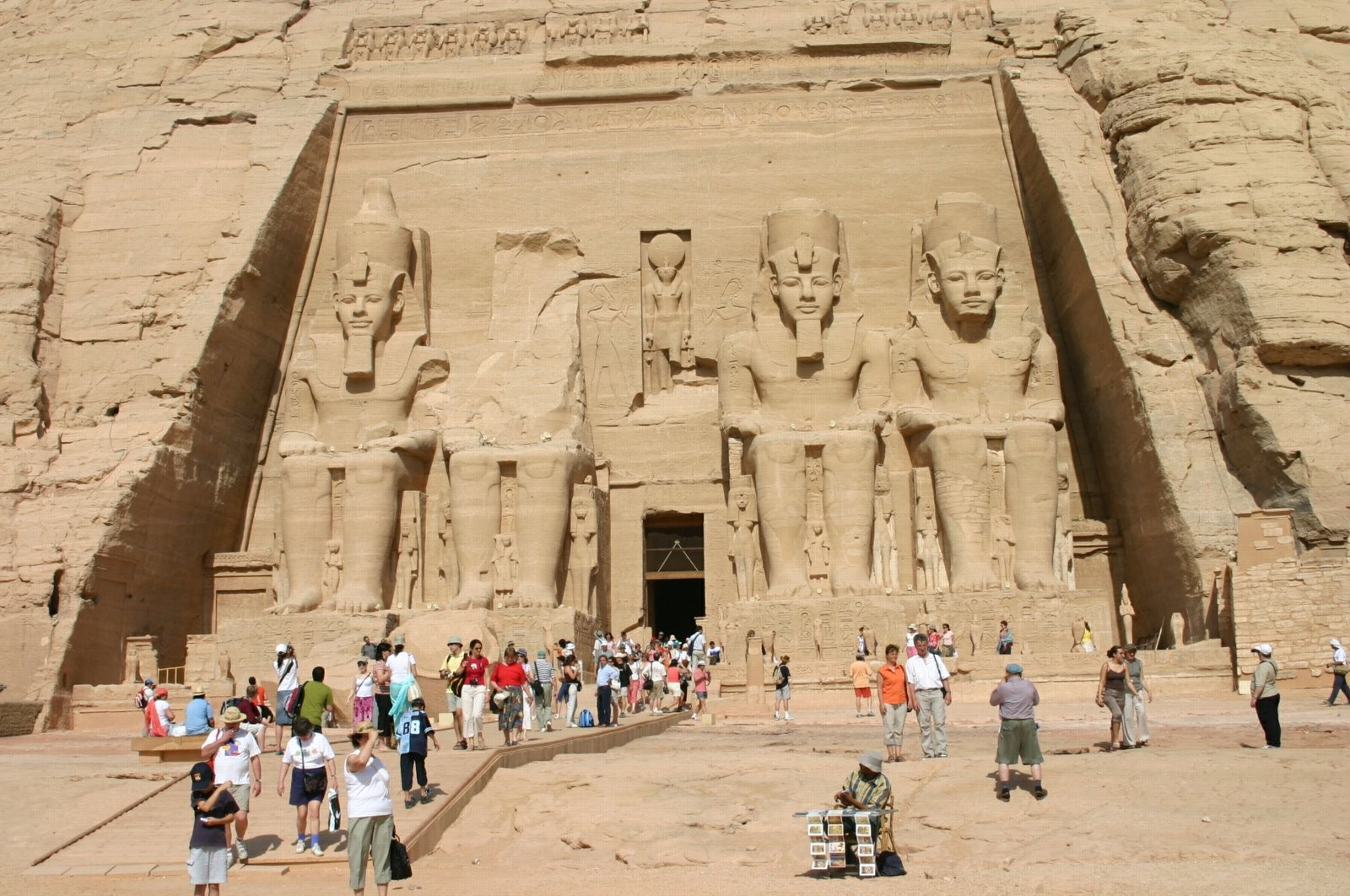
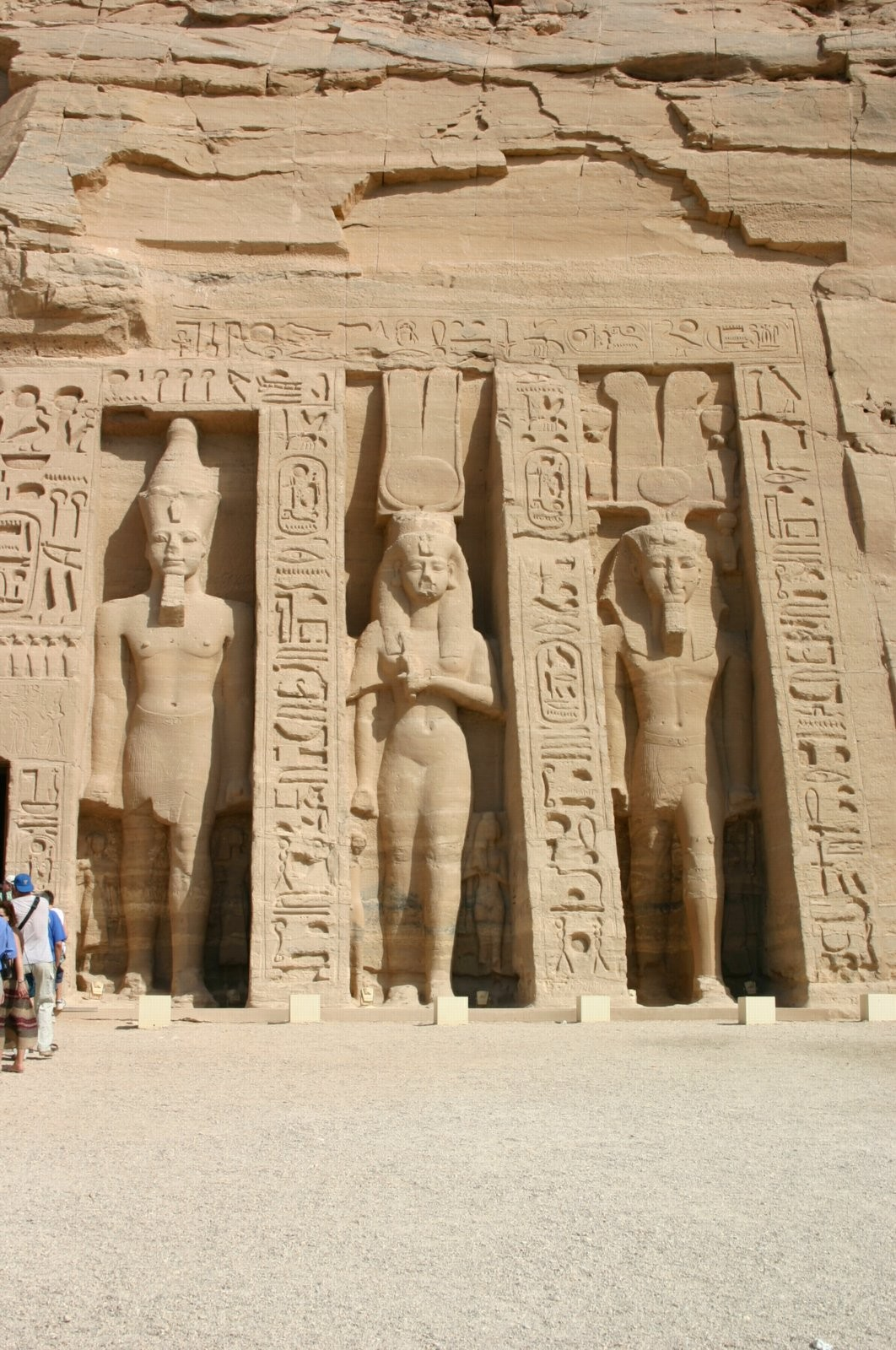
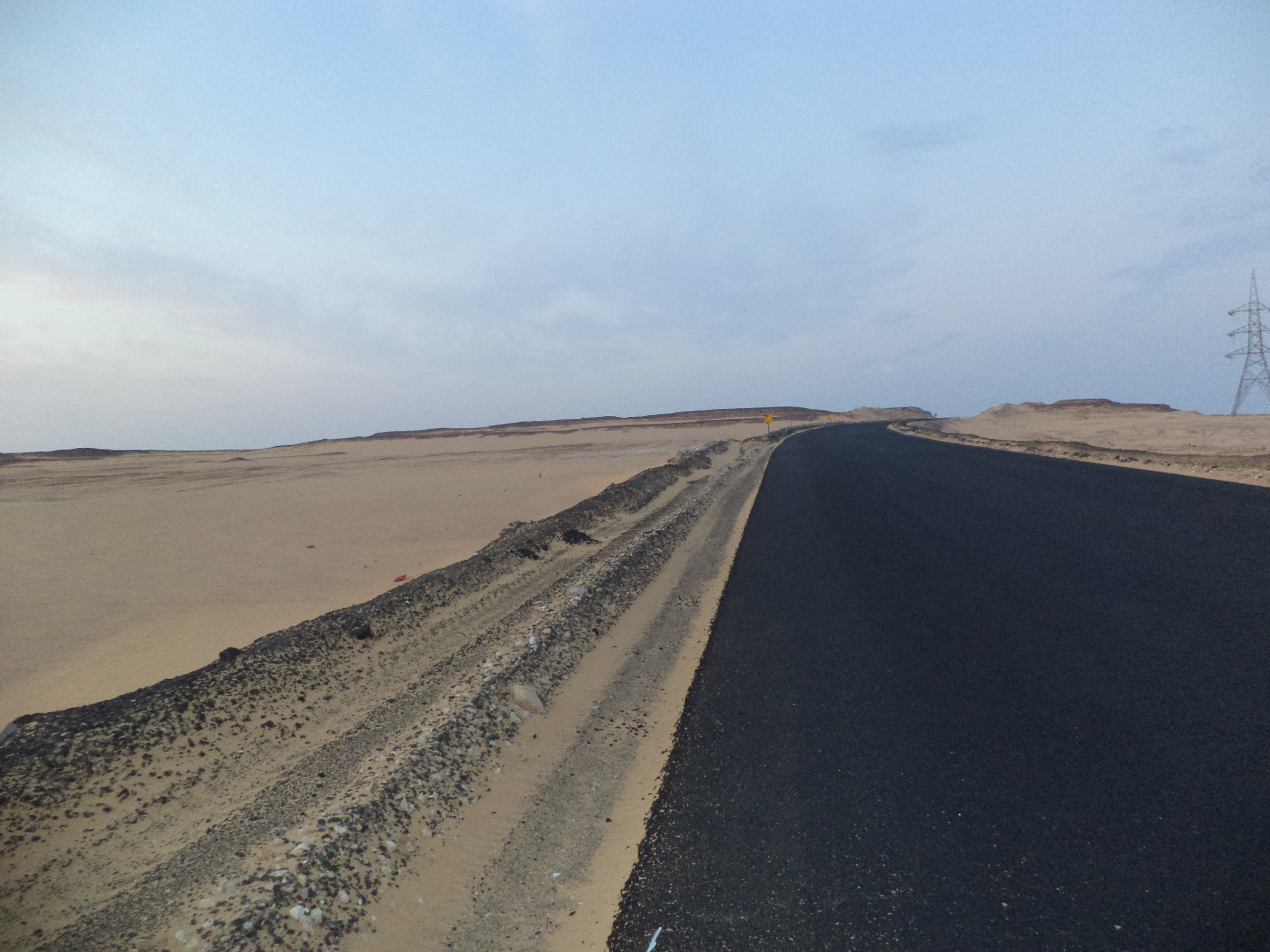
طريق أسوان - أبو سمبل
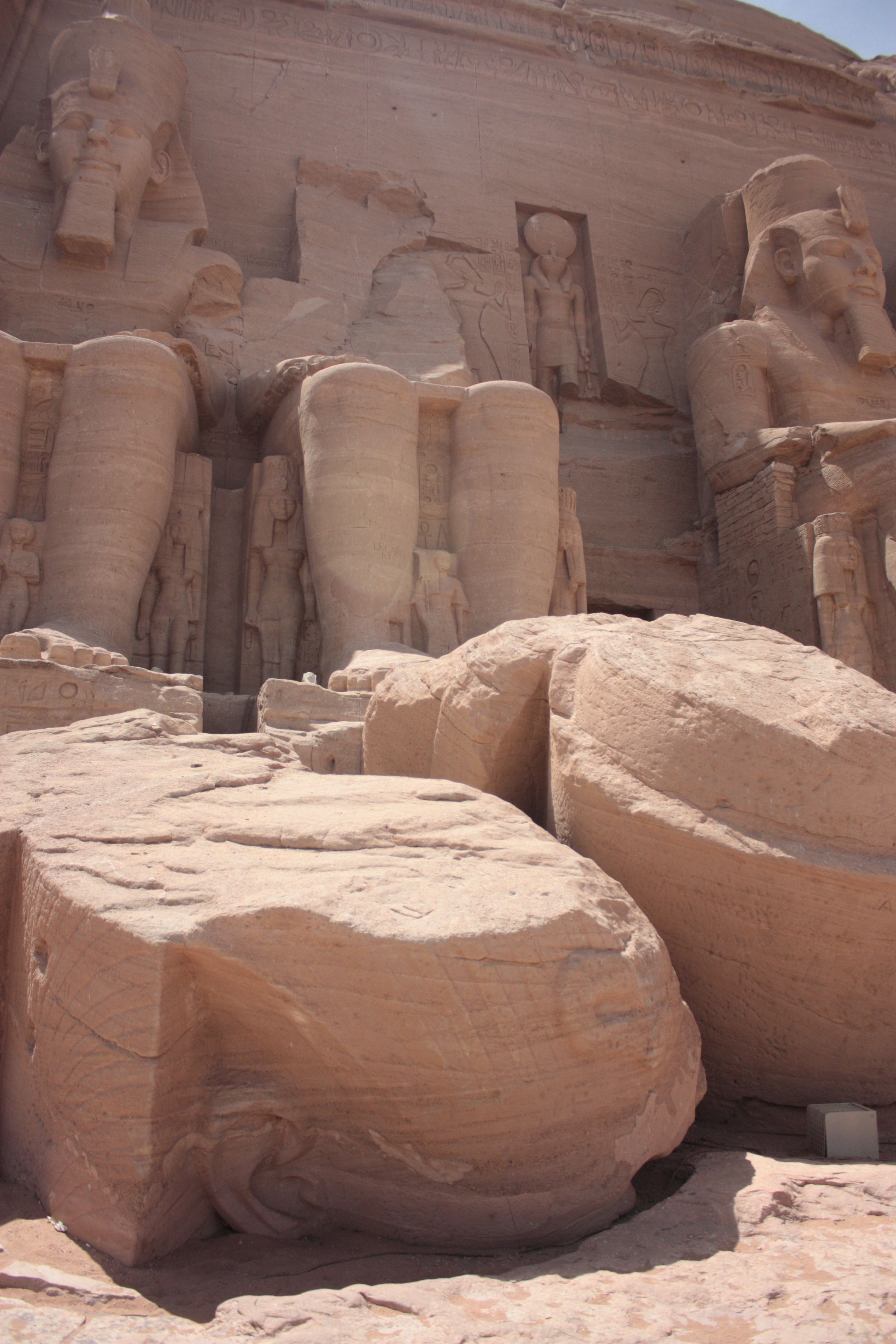
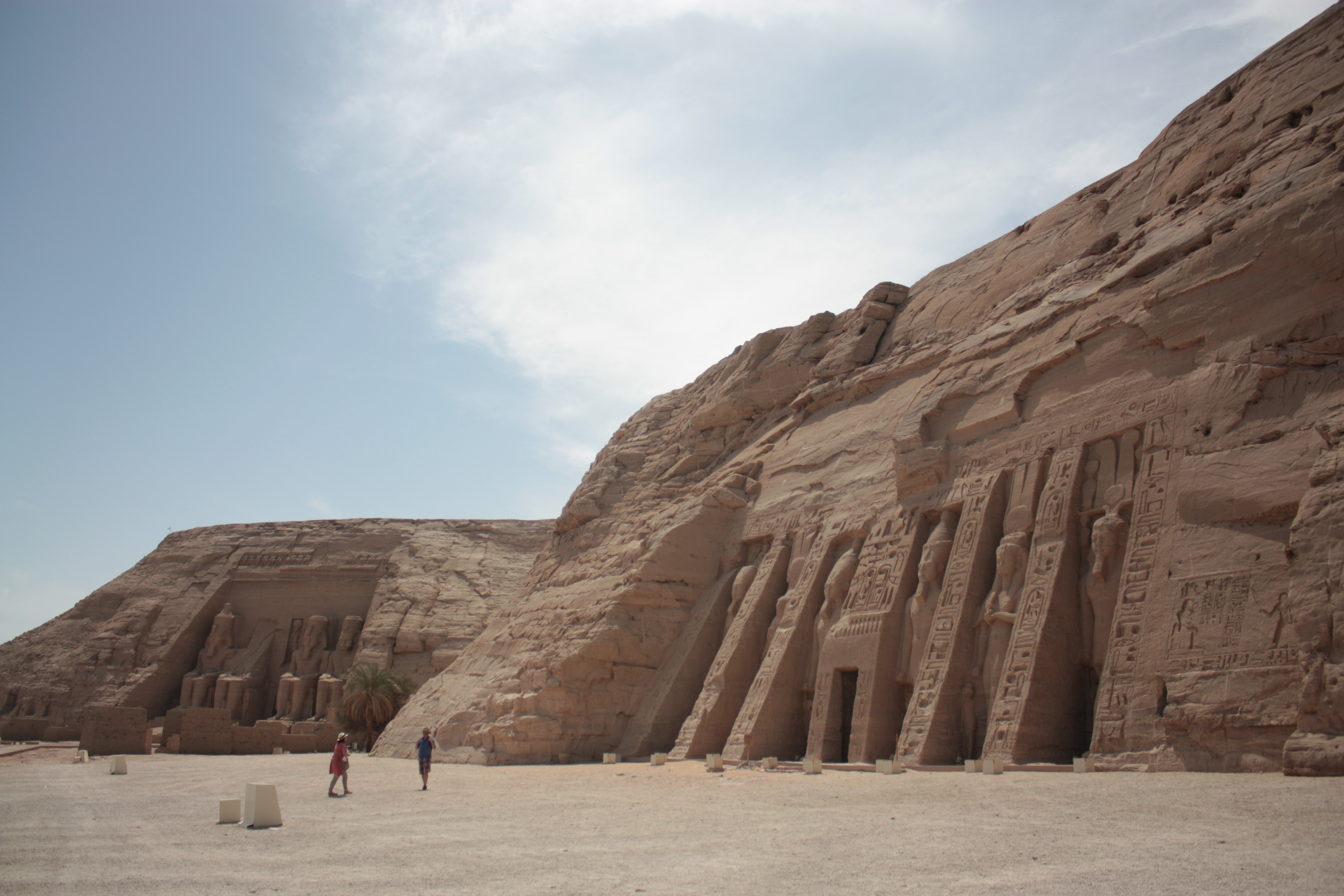
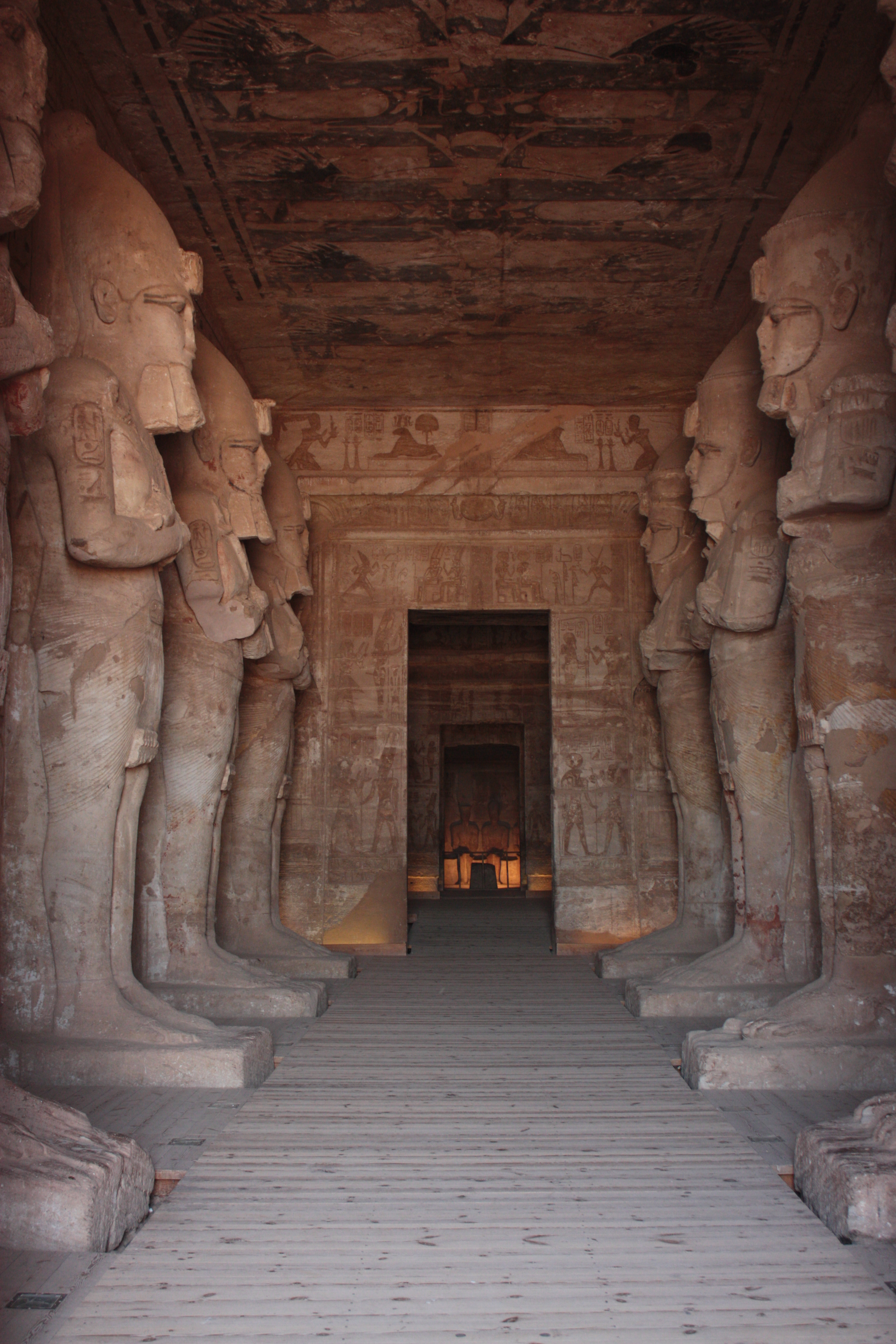